# Ron Meyer (AOV)
Ronald Anton (Ron) Meyer (Cheribon (Nederlands-Indië), 13 oktober 1928 – Den Haag, 12 juli 2012) was een Nederlands politicus.

## Biografie
Meyer was lid van het geslacht Meijer en werd geboren in Nederlands-Indië en zat in de Tweede Wereldoorlog gevangen in het jappenkamp in Bandoeng, Tji Kuda Pateuh. In Nederland was hij werkzaam bij Koninklijke Hoogovens en als directeur van machinefabrieken en in de gehandicaptenzorg. In de jaren 90 raakte hij betrokken bij de ouderenpartijen. Hij was penningmeester van het Algemeen Ouderen Verbond (AOV) en was als fractiemedewerker betrokken bij die partij en later na de breuk bij de Groep Nijpels. Op 1 september 1996 volgde hij Leo Boogaard sr. op als lid van de Tweede Kamer. Direct na zijn installatie namens het AOV stapte hij over naar de Groep Nijpels, waarvoor hij al actief was en waarvan ook Boogaard deel uitmaakte. Na zijn Kamerlidmaatschap was hij betrokken bij Senioren 2000 en de VSP.
Meyer, die zelf het adellijk predicaat jonkheer droeg, bereidde een initiatiefwetsvoorstel voor om adeldom ook via de vrouwelijke lijn over te kunnen dragen, omdat hij bang was dat de adel zou verdwijnen. Hij gaf aan dat zijn adeldom hem in zijn loopbaan geholpen had. Toen hij de kamer verliet, kon hij geen fractievoorzitter van een partij vinden die het voorstel wilde voortzetten.

## Loopbaan
- 1941-1945: gevangenschap in Japans gevangenenkamp in Nederlands-Indië
- 1946-1955: studie en opleiding bedrijfseconomie Hoger-Beroepsonderwijs in Utrecht, Nederland
- 1952-1963: werkzaam bij Koninklijke Nederlandse Hoogovens en Staalfabrieken, inkoper "Koninklijke Demka" (De Muinck Keizer) Staalfabrieken te Utrecht
- 1963-1970: directeur eigen handelsonderneming
- 1970-1975: algemeen directeur van vijf machinefabrieken in Europa
- 1975-1990: algemeen directeur Stichting Verpleeg- en Ouderenzorg SHVVN
- 1990-1992: beleidsmedewerker ministerie van WVC uitgezonden naar Tsjechoslowakije
- 1992-1994: interim-directeur Instituut voor Verstandelijk Gehandicapten Humanitas
- 1990: pensioen (maakte gebruik van een VUT-regeling)
- 1994-1996: medewerker AOV-fractie (later Groep Nijpels) Tweede Kamer der Staten-Generaal, van mei 1994 tot 3 september 1996
- 1996-1998: lid Tweede Kamer der Staten-Generaal, van 3 september 1996 tot 19 mei 1998
- 2000-2003: interim-manager bij bedrijven in de zorgsector
- 2002-2009: zelfstandig bouwer woon-zorgappartementen

## Persoonlijk
- Op 29 mei 1957 trouwde hij in Utrecht (huwelijk ontbonden 25 september 1990)
- Hij had twee zoons (1959 en 1962) en een dochter (1960).
- Meyer was als roeier, coach en voorzitter lang aan de Utrechtse roeiclub Viking verbonden geweest.
- Meyer was een nazaat van luitenant-generaal Adriaan Frans Meijer (1768-1845)

- Biografisch Portaal: 58702339
- Parlement.com: vg09llm51fy6